# 不老町 (横浜市)
不老町（ふろうちょう）は、神奈川県横浜市中区の町名。現行行政地名は不老町1丁目から不老町3丁目（字丁目）で、住居表示未実施。面積は0.060km²。

## 地理
中区北西部に位置し、北西は万代町、南西は長者町、南東は翁町、北東は新横浜通り・首都高を挟んで港町および横浜公園に接する。旧横浜市庁舎に近い北東側が1丁目となる。街のほぼ中央を、みなと大通りから伸びる幹線道路が貫く。1丁目はJR根岸線関内駅南口周辺の繁華街として飲食店等が多く出店している。不老町は正しくは関内地区ではないが、関内駅が最寄りであることから店舗名を「関内店」としている例も見られる。2丁目には1962年に横浜文化体育館が開館し、付帯施設の平沼記念レストハウスが隣接する。3丁目は、UR都市機構のアーベインルネス長者町をはじめ集合住宅が多い。町内に鉄道は通っていないが、至近距離に根岸線関内駅南口（所在地は港町1丁目）および横浜市営地下鉄ブルーライン伊勢佐木長者町駅（最も近い出入口は万代町3丁目）がある。

## 歴史
江戸時代に、掘割川を開削して生じた土砂で沼地を埋め立てた吉田新田の一部として開墾された。1873年（明治6年）に現在の町名となる。当初は1～4丁目に分かれていたが、のちに1～3丁目に改められた。1889年（明治22年）4月1日に横浜市、1927年（昭和2年）に横浜市中区の一部となる。1874年に一部を長者町に編入、1898年に埋立地を編入、1909年に一部を長者町・万代町に編入するとともに翁町の一部を編入したため、町域は当初より若干異なる。地名は不老不死の地とされる霊山蓬莱に因んだ瑞祥地名である。小泉八雲は、1894年の著作『Glimpses of Unfamiliar Japan』の「At the Market of the Dead.」において、不老町を "the Street Everlasting." と紹介している。

## 世帯数と人口
2025年（令和7年）6月30日現在（横浜市発表）の世帯数と人口は以下の通りである。
| 丁目        | 世帯数    | 人口    |
| ----------- | --------- | ------- |
| 不老町1丁目 | 99世帯    | 107人   |
| 不老町2丁目 | 163世帯   | 192人   |
| 不老町3丁目 | 826世帯   | 999人   |
| 計          | 1,088世帯 | 1,298人 |

### 人口の変遷
国勢調査による人口の推移。
| 年                 | 人口  |
| ------------------ | ----- |
| 1995年（平成7年）  | 180   |
| 2000年（平成12年） | 513   |
| 2005年（平成17年） | 642   |
| 2010年（平成22年） | 811   |
| 2015年（平成27年） | 1,061 |
| 2020年（令和2年）  | 1,211 |

### 世帯数の変遷
国勢調査による世帯数の推移。
| 年                 | 世帯数 |
| ------------------ | ------ |
| 1995年（平成7年）  | 138    |
| 2000年（平成12年） | 331    |
| 2005年（平成17年） | 463    |
| 2010年（平成22年） | 597    |
| 2015年（平成27年） | 865    |
| 2020年（令和2年）  | 1,050  |

## 学区
市立小・中学校に通う場合、学区は以下の通りとなる（2024年11月時点）。
| 丁目        | 番地 | 小学校               | 中学校                 |
| ----------- | ---- | -------------------- | ---------------------- |
| 不老町1丁目 | 全域 | 横浜市立南吉田小学校 | 横浜市立横浜吉田中学校 |
| 不老町2丁目 | 全域 | 横浜市立南吉田小学校 | 横浜市立横浜吉田中学校 |
| 不老町3丁目 | 全域 | 横浜市立南吉田小学校 | 横浜市立横浜吉田中学校 |

## 事業所
2021年現在の経済センサス調査による事業所数と従業員数は以下の通りである。
| 丁目        | 事業所数  | 従業員数 |
| ----------- | --------- | -------- |
| 不老町1丁目 | 209事業所 | 2,824人  |
| 不老町2丁目 | 42事業所  | 706人    |
| 不老町3丁目 | 47事業所  | 581人    |
| 計          | 298事業所 | 4,111人  |

### 事業者数の変遷
経済センサスによる事業所数の推移。
| 年                 | 事業者数 |
| ------------------ | -------- |
| 2016年（平成28年） | 271      |
| 2021年（令和3年）  | 298      |

### 従業員数の変遷
経済センサスによる従業員数の推移。
| 年                 | 従業員数 |
| ------------------ | -------- |
| 2016年（平成28年） | 3,224    |
| 2021年（令和3年）  | 4,111    |

## その他

### 日本郵便
- 郵便番号：231-0032[3]（集配局：横浜港郵便局[20]）

### 警察
町内の警察の管轄区域は以下の通りである。
| 丁目        | !番・番地等 | 警察署         | 交番・駐在所 |
| ----------- | ----------- | -------------- | ------------ |
| 不老町1丁目 | 全域        | 伊勢佐木警察署 | 寿町交番     |
| 不老町2丁目 | 全域        | 伊勢佐木警察署 | 寿町交番     |
| 不老町3丁目 | 全域        | 伊勢佐木警察署 | 寿町交番     |